# Kurpark Cuxhaven

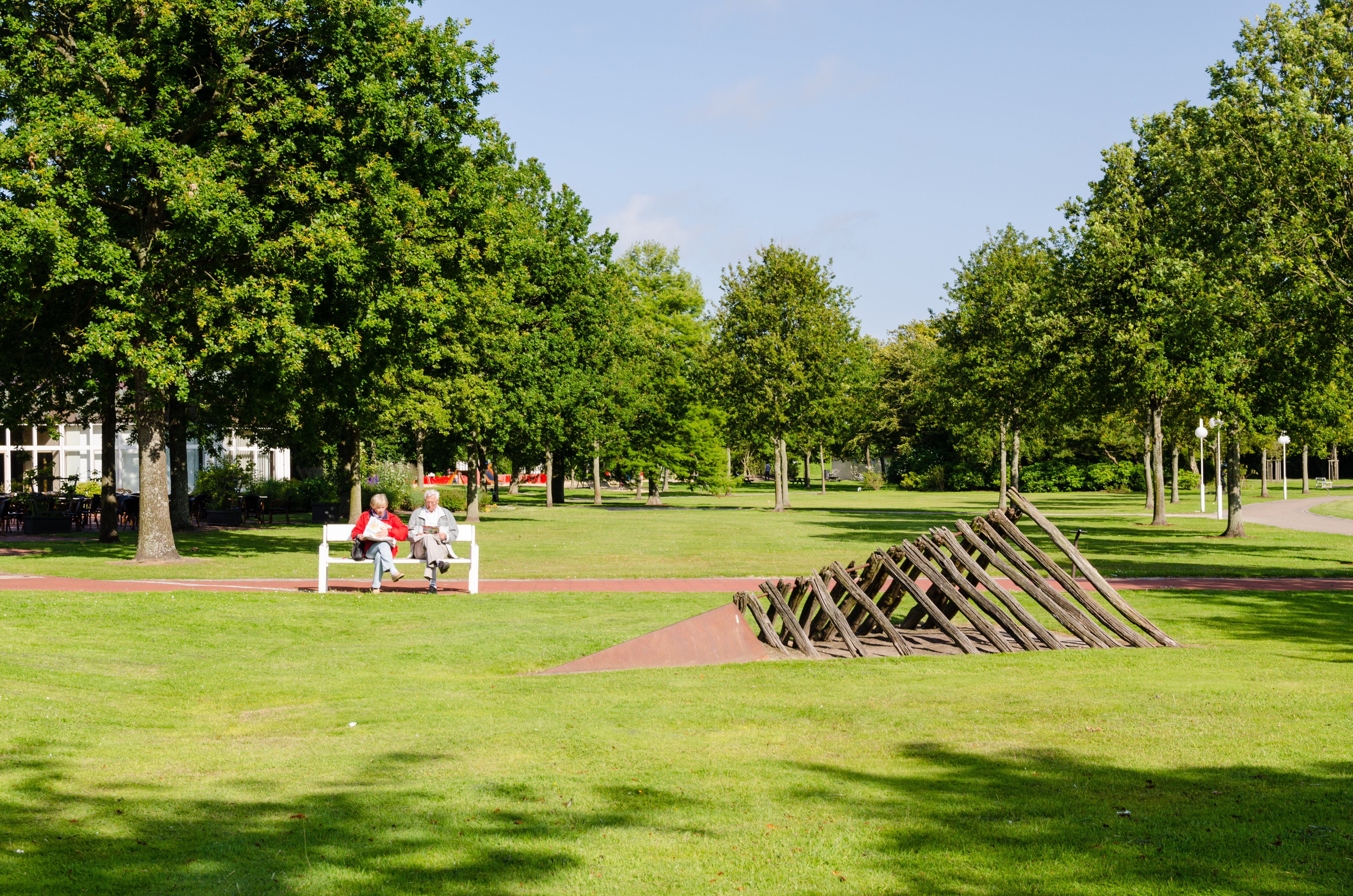
Kurpark und Reuse

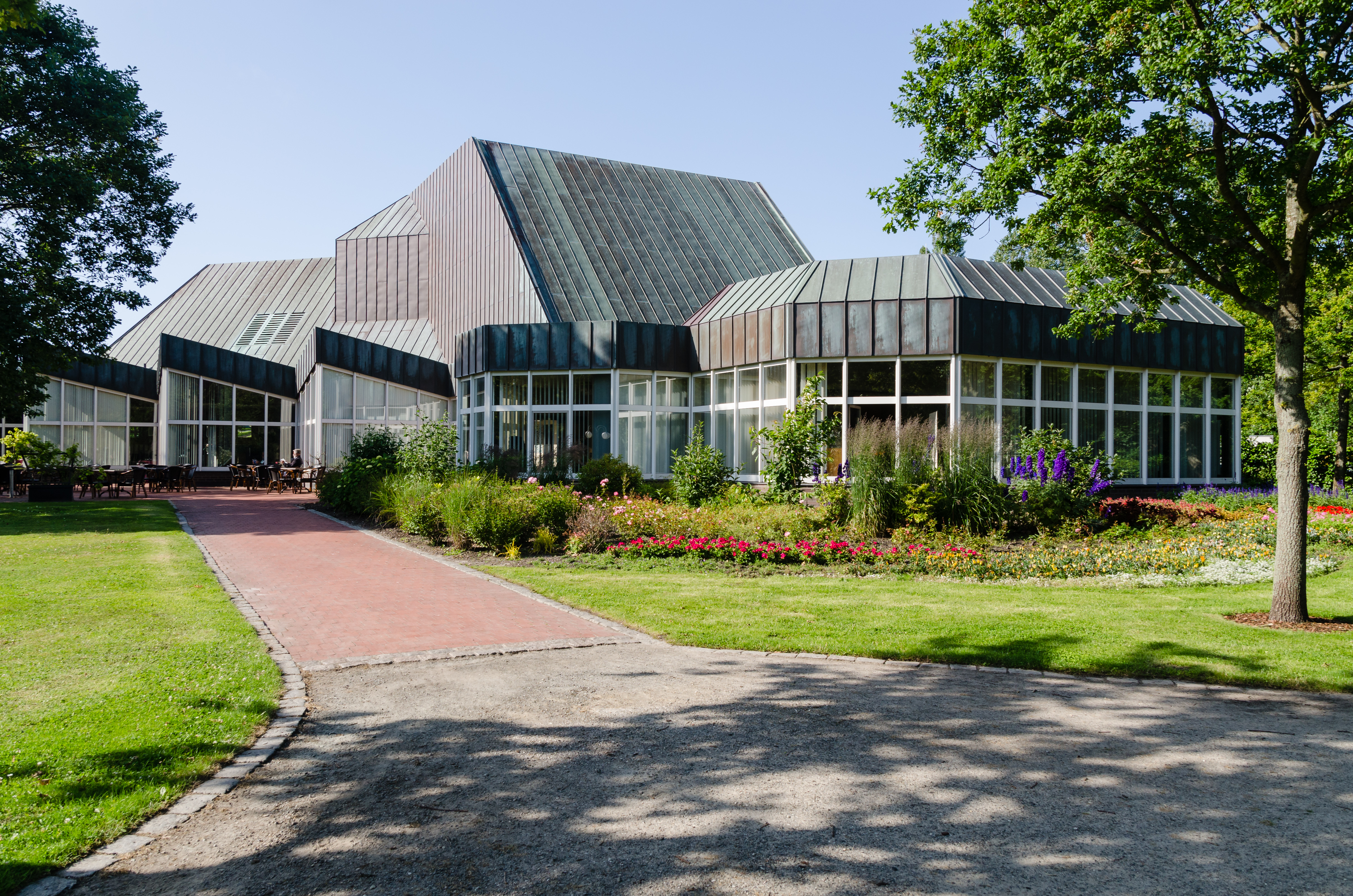
Kurhaus

Der Kurpark in Cuxhaven-Döse, Strandstraße 80, befindet sich hinter dem Nordseedeich zur Grimmershörnbucht, östlich der Strandstraße in der Nähe zum Fort Kugelbake.

## Geschichte
Der Bau eines Kurparks für das Nordseeheilbad Cuxhaven wurde 1935 beschlossen und bis 1936 realisiert. Bei einem Orkan im Jahr 1936 stürzte die Wandelhalle ein und verletzte Schutzsuchende. 1937 konnte eine stabilere Halle eingeweiht werden. Seehundsbecken und Seevogelwiese entstanden 1937.
1954 gründete sich die Gesellschaft der Freunde des Kurparks. Der Tierbestand vergrößerte sich und neue Gehege entstanden. 
Die Kurparkhalle neben der Freilichtbühne wurde 1966 fertiggestellt. Das reetgedeckte Haus brannte in der Silvesternacht 2014/2015 ab. 
Der Brunnenhof und eine neue Wandel- und Liegehalle wurden 1968 im Westen des Kurparks erstellt.
Bis 1983 entstand die neue Kugelbakehalle für größere kulturelle Veranstaltungen. 
Bis 2018 fand regelmäßig, etwa 30 Mal das Kurparkfest statt.

## Anlagen, Bauten
- Parkanlage mit See
- Kurhaus, Strandstraße 80
  - Brunnenhof mit Wandel- und Liegehalle
  - Kurpark-Restaurant und Café
- Kugelbake-Halle als Veranstaltungszentrum,
- Zoo und Tiergehege im Kurpark mit 200 Tieren
- Piratenspielplatz im Kurpark
- Moorwiesen Cuxhaven als Naturschutzgebiet
- Reha Centrum Cuxhaven, Kurparkallee 53
- Parkplatz an der Nordfeldstraße
- Fort Kugelbake

### Kunst im und am Park
Es befinden sich im oder in der Nähe Kurparks die Werke:
- Fuchs auf heißer Spur, nach 1956 von Peter Lehmann
- Gans und Ganter, nach 1956 von Peter Lehmann
- Krabbenfischer von Franz Rotter
- Reuse, 1982 von Peter Könitz
- Junger Seehund von Peter Lehmann
- Schipperjunge auf Seehund von Franz Rotter
- Skulptur im Kurpark von Karl-Ludwig Worch
- Werk von Werner Möller